# Sergei Arsenowitsch Petrossjan
Sergei Arsenowitsch Petrossjan (russisch Сергей Арсенович Петросян, armenisch Սերգեյ Պետրոսյան; * 7. Juni 1988 in Baku, Aserbaidschanische Sozialistische Sowjetrepublik; am 24. Juli 2017 tot aufgefunden) war ein russischer Gewichtheber mit armenischen Wurzeln.

## Karriere
Seine größten Erfolge feierte Sergei Petrossjan bei zwei Europameisterschaften: 2007 gewann er die Goldmedaille in der Gewichtsklasse bis 62 kg mit einer Leistung von 289 kg, und 2008 wiederholte er seinen Erfolg mit 302 kg.